# Монастырь Пресвятой Богородицы (Арапгир)
Монастырь Пресвятой Богородицы (арм. Սուրբ Աստվածածին վանք; Сурб Аствацацин) — армянский монастырский комплекс XIII века, расположенный в Арапгире, Турция. Был взорван динамитом в 1957 году.  

## История
В ночь на 31 марта 1871 года трое курдов сломали железную решетку монастыря, проникли в нее через окно и украли находившиеся внутри драгоценности. Священник Мардирос из соседней комнаты услышал шум и позвал церковного пономаря. Последний пришёл и увидел, как происходит ограбление. Бандиты скрылись с места происшествия, вероятно, услышав крики священника.
Монастырь был разграблен во время геноцида армян 1915 года. Ничего из церковного имущества не было спасено, за исключением серебряной чаши с позолотой, которая путешествовала из страны в страну, от человека к человеку и, наконец, оказалась в монастыре Мхитаристов в Вене.
Монастырь Пресвятой Богородицы был построен в XIII веке и являлся одним из крупнейших в Западной Армении. Он мог вместить 3000 человек.  После геноцида, монастырь был отремонтирован и использовался как школа. Но в 1950 году власти Арапгира решили снести его. Турецкое правительство реализовало эту идею в 1957 году, взорвав и полностью уничтожив его. По решению местного муниципалитета, земля монастыря была продана за 28 000 лир человеку по имени Хусейн.

## Устройство комплекса
Это был большой монастырь из камня и известняка с деревянной крышей. Рядом располагались раздельные школы для мальчиков и девочек. Посередине было епархиальное здание. До реконструкции в нём находилось пять алтарей с отдельными арками.
Интерьер церкви был богато украшен серебряными светильниками, золотыми и серебряными религиозными книгами и крестами, красивыми облачениями, потирами и т.д. Всё это было приобретено на средства, пожертвованные верующими, которые жертвовали золотые и серебряные монеты на ремонт, заботу о нуждающихся, содержание школы и епархиального управления. Рядом располагалось большое кладбище, окруженное тутовыми деревьями и кустарниками. У входа протекал небольшой родник. 

## Галерея

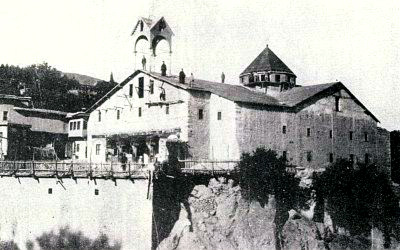
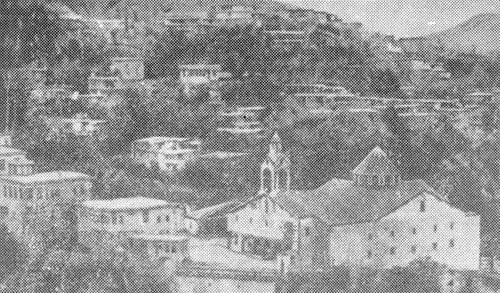